# GC지놈
주식회사 GC지놈(영어: GC Genome)은 GC녹십자를 모회사로 둔 대한민국의 유전체 검사 기업이다.